# Klon głogolistny
Klon głogolistny (Acer crataegifolium Siebold & Zucc.) – gatunek drzewa z rodziny mydleńcowatych (Sapindaceae). W obrębie rodzaju klasyfikowany do sekcji Macrantha. Naturalnie występuje w lasach i słonecznych miejscach niższych partii gór w Japonii południowej i środkowej. W Polsce można spotkać w arboretum w Rogowie.

## Morfologia
PokrójDrzewo dorasta do 15 m wysokości. Posiada szerokostożkowaną koronę. Kora jest zielona z podłużnymi, jasnymi smugami.
LiścieLiście mają jajowaty kształt z trzema piłkowanymi na brzegu klapami. U nasady są płytko sercowate. Mają długość do 7,5 cm i szerokość do 5 cm. Wiosną liście są seledynowe, latem mają kolor ciemnozielony, ale z dołu są jaśniejsze. Jesienią liście przybierają żółtą bądź pomarańczową barwę. Ogonki liściowe są czerwonawe.
KwiatyKwiaty są drobne i mają żółtozieloną barwę. Występują w groniastych wzniesionych lub zwisających kwiatostanach.
OwocOwocami są orzeszki z czerwonymi, szeroko rozwartymi skrzydełkami. Te czerwone, dekoracyjne skrzydlaki zebrane w efektowne grona, zdobią drzewo od lata aż do jesieni.